# The Twilight Saga: Eclipse
The Twilight Saga: Eclipse (en España y Argentina La saga Crepúsculo: Eclipse y en Hispanoamérica Crepúsculo la saga: Eclipse) es una película estadounidense de género fantástico dirigida por David Slade, con un guion adaptado por Melissa Rosenberg y estrenada el 30 de junio de 2011, tanto en América del Norte como en España. Es una historia contemporánea de adolescentes, vampiros y metamorfos protagonizada por Bella Swan, Edward Cullen y Jacob Black, interpretados por los actores Kristen Stewart, Robert Pattinson y Taylor Lautner, respectivamente. Es la tercera película de la franquicia producida por Summit Entertainment, basada en la novela Eclipse de la saga Crepúsculo, escrita por Stephenie Meyer.
El 18 de agosto de 2010 inició su filmación en Vancouver, concluyendo el 29 de octubre. Eclipse estableció un nuevo récord mundial como el mayor estreno de media noche en la historia, recaudando un estimado de 30 millones de dólares en 4,000 cines. El récord anterior lo sostenía su antecesora Luna nueva. Ha ganado el premio a la mejor película en los MTV Movie Awards 2012.

## Argumento
Riley Biers es atacado por Victoria, mientras ella está fuera creando un ejército conjunto de vampiros neófitos para destruir a Bella Swan. En Forks, Edward Cullen y Bella deben discutir acerca de las complicaciones de convertirse en un vampiro inmortal aunque Edward se niega a darle la inmortalidad hasta que estén casados y hasta que haya tenido diversas experiencias humanas. Mientras que Charlie Swan está investigando la desaparición de Riley Biers, Edward sospecha que su desaparición fue causada por los vampiros neófitos. 
A pesar de los temores de Edward por la seguridad de Bella, ella insiste en que Jacob y el resto de la manada hombre lobo no le haría daño, pero Edward sigue sin estar convencido. Bella va a La Push a ver a Jacob, y regresa a su casa a salvo. Durante una de sus visitas, Jacob confiesa que está enamorado de Bella, y la besa sin su consentimiento. Furiosa, lo golpea y se esguinza la mano, y luego Edward amenaza a Jacob con “romperle la mandíbula”. Bella incluso revoca las invitaciones de Jacob y sus miembros de la manada a su fiesta de graduación, pero cuando Jacob se disculpa por su comportamiento, ella finalmente lo perdona. 
Mientras tanto, Alice tiene una visión del ejército de los neófitos, atacando a Forks y siendo dirigido por Riley Biers. Jacob, acompañado por Quil y Embry escuchan esto, lo que conduce a una alianza entre los Cullen y los hombres lobo. Más tarde, los Cullen y los lobos acuerdan un lugar de encuentro y el tiempo para entrenar y discutir la estrategia. Durante el entrenamiento Jasper le explica a Bella que fue creado por un vampiro llamado María que controlaba un ejército de neófitos. También le confiesa que odiaba a su existencia original y al encontrarse con Alice, se unió a los Cullen. Bella se da cuenta de que pasar la eternidad con Edward es más importante para ella que cualquier otra cosa y acepta su propuesta. Edward y Bella hacen un campamento en las montañas para esconderse de los neófitos sedientos de sangre. Durante la noche, Bella escucha una conversación entre Edward y Jacob, en el que temporalmente dejan a un lado su odio. Por la mañana, Jacob escucha Edward y Bella discutir sobre su compromiso de boda y él se molesta mucho. Antes de que pueda salir a hacerse matar en la lucha con los neófitos, Bella le pide desesperadamente a Jacob que la bese, y ella se da cuenta de que se ha enamorado de él. Edward se entera del beso entre Jacob y Bella, pero ella le dice que lo ama más a él que a Jacob, algo que Edward sabe y que hace que no se moleste. 
Victoria encuentra el escondite de Bella, y Edward la mata a ella mientras Seth mata a su pareja Riley. Los Cullen y los lobos Quileute, mientras tanto, destruyen a su "ejército", aunque Jacob sale herido. Varios miembros de los Volturi llegan para hacer frente al ejército de neófitos. También ven que los Cullen están dando asilo a la neófita, Bree Tanner, que se negó a luchar y se entregó a Carlisle. Jane tortura a Bree para obtener información, a continuación, Félix se encarga de Bree y la mata, a pesar de los esfuerzos de los Cullen. Bella visita a Jacob en su casa para decirle que aunque ella lo ama, ha elegido estar con Edward. Decepcionado por su elección, Jacob acepta a regañadientes dejar de interponerse entre ella y Edward. 
Bella y Edward van a su prado, donde ella le dice que ha decidido hacer las cosas a su manera: casarse, formar una familia, y entonces así transformarse en un vampiro, y deciden que necesitan contarle su compromiso a Charlie. La película termina con Bella pidiendo su anillo de compromiso, Edward se lo pone y se abrazan.

## Reparto

### Los Swan
- Kristen Stewart como Isabella Marie Swan, que se encuentra rodeada por el peligro y dirigida por la vampiresa vengativa Victoria. Mientras tanto, ella debe elegir entre su amor por el vampiro Edward Cullen y la amistad del hombre lobo Jacob Black.
- Sarah Clarke como Reneé Dwyer, madre de Bella.
- Billy Burke como Charlie Swan, padre de Bella y Jefe de Policía en Forks.

### Los Cullen
- Robert Pattinson como Edward Cullen, el novio vampiro de Bella Swan. Famoso por su capacidad para leer los pensamientos.
- Peter Facinelli como Carlisle Cullen, médico del hospital de Forks que actúa como figura paterna para los Cullen.
- Elizabeth Reaser como Esme Cullen, es la esposa de Carlisle y figura materna de los Cullen.
- Kellan Lutz como Emmett Cullen, el miembro más fuerte de los Cullen.
- Nikki Reed como Rosalie Hale, la vampiresa más guapa de los Cullen. En la película también se explora su pasado como ser humano.
- Ashley Greene como Alice Cullen, miembro de los Cullen que tiene visiones del futuro y que crea una estrecha amistad con Bella.
- Jackson Rathbone como Jasper Hale, miembro de los Cullen que puede manipular las emociones. Enseña a su familia a luchar contra los neófitos que crea Victoria y así poder destruirlos. En la película también se explora su pasado como ser humano.

### Tribu Quileute
- Taylor Lautner como Jacob Black, es el mejor amigo de Bella y está enamorado de ella, trata de hacer que Bella cambie sus sentimientos hacia Edward
- Chaske Spencer como Sam Uley, líder de la manada de lobos que protegen a los humanos de los vampiros depredadores. Pero después hacen una alianza con los cullen para ayudarles a vencer al ejército de Victoria.
- Bronson Pelletier como Jared, miembro de la manada de lobos.
- Alex Meraz como Paul, miembro de la manada de lobos.
- Kiowa Gordon como Embry Call, uno de los mejores amigos de Jacob y miembro de la manada de lobos.
- Tyson Houseman como Quil Ateara, uno de los mejores amigos de Jacob y miembro de la manada de lobos.
- Julia Jones como Leah Clearwater, la única mujer miembro de la manada.
- Boo Boo Stewart como Seth Clearwater, el hermano menor de Leah.
- Tinsel Korey como Emily Young, la prometida de Sam.
- Gil Birmingham como Billy Black, el padre de Jacob y anciano Quileute.
- Alex Rice como Sue Clearwater, madre de Leah y Seth Clearwater.

### Vampiros neófitos
- Xavier Samuel como Riley Biers, uno de los vampiros neófitos de Victoria y pareja de ella hasta la muerte de ambos.
- Jodelle Ferland como Bree Tanner, vampiresa neófita de Victoria.

### Los Volturi
- Michael Sheen como Aro, vampiro líder y portavoz de los Volturi, capaz de leer la mente y el alma mediante el contacto físico.
- Jamie Campbell Bower como Caius, vampiro líder del clan. No posee ningún poder.
- Christopher Heyerdahl como Marcus, vampiro líder del clan, posee la capacidad de intuir los lazos afectivos. Su cara muestra depresión.
- Cameron Bright como Alec, vampiro que es capaz de bloquear los sentidos de las personas. Es el hermano gemelo de Jane.
- Charlie Bewley como Demetri, vampiro rastreador.
- Daniel Cudmore como Félix, miembro del clan Volturi.
- Dakota Fanning como Jane, vampiresa del clan. Tiene el poder de crear ilusiones de dolor. Es la hermana gemela de Alec.

…………………………

### Otros vampiros
- Bryce Dallas Howard como Victoria, vampiresa nómada cuya venganza radica en asesinar a Bella en venganza por la muerte de su pareja James en Crepúsculo. Creadora del ejército de neófitos en la ciudad de Seattle.
- Catalina Sandino como María.
- Kirsten Prout como Lucy.
- Leah Gibson como Nettie.
- Kevin Zegers como Peter, amigo de Jasper cuando era neófito.
- Peter Murphy, líder de la banda de rock gótico Bauhaus como un vampiro que aparece en una pequeña escena de flashback.

### Otros humanos
- Anna Kendrick como Jessica Stanley, amiga y compañera de escuela de Bella.
- Michael Welch como Mike Newton, amigo y compañero de escuela de Bella.
- Christian Serratos como Angela Weber, amiga y compañera de escuela de Bella.
- Justin Chon como Eric Yorkie, amigo y compañero de escuela de Bella.
- Jack Huston como Royce King II, primer novio de Rosalie cuando era humana.

## Banda sonora
La saga de Twilight es un suceso en el mundo del cine, y se ha destacado por tener soundtracks compuestos por músicos de primer nivel. Esta entrega de la serie, Eclipse, no fue la excepción.
Muse fue la banda encargada del puntapié inicial, porque su tema “Neutron Star Collision (Love Is Forever)” fue elegido como primer corte de difusión, y se publicó oficialmente el 17 de mayo de 2010.
Están los Vampire Weekend con “Jonathan Low”, Band of Horses (“Life on Earth”), The Dead Weather (“Rolling in on a Burning Tire”), The Black Keys (“Chop and Change”) y Metric (“Eclipse”), además de algunas colaboraciones interesantes entre artistas como Eastern Conference Champions, Fanfarlo y Florence and the Machine, entre otros.

### Lista de canciones
| The Twilight Saga: Eclipse - Original Motion Picture Soundtrack |                                                  |                              |          |  |
| N.º                                                             | Título                                           | Intérprete(s)                | Duración |  |
| 1.                                                              | «Eclipse (All Yours)»                            | Metric                       | 2:53     |  |
| 2.                                                              | «Neutron Star Collision (Love Is Forever)»       | MUSE                         | 3:51     |  |
| 3.                                                              | «Ours»                                           | The Bravery                  | 3:48     |  |
| 4.                                                              | «Heavy In Your Arms»                             | Florence + the Machine       | 3:52     |  |
| 5.                                                              | «My Love»                                        | Sia                          | 5:11     |  |
| 6.                                                              | «Atlas»                                          | Fanfarlo                     | 3:27     |  |
| 7.                                                              | «Chop And Change»                                | The Black Keys               | 2:25     |  |
| 8.                                                              | «Rolling In On A Burning Tire»                   | The Dead Weather             | 3:54     |  |
| 9.                                                              | «Let’s Get Lost»                                 | Beck and Bat For Lashes      | 4:10     |  |
| 10.                                                             | «Jonathan Low»                                   | Vampire Weekend              | 3:33     |  |
| 11.                                                             | «With You In My Head» (feat. The Black Angels)   | UNKLE                        | 4:43     |  |
| 12.                                                             | «A Million Miles An Hour»                        | Eastern Conference Champions | 4:07     |  |
| 13.                                                             | «Life On Earth»                                  | Band of Horses               | 5:32     |  |
| 14.                                                             | «What Part of Forever»                           | Cee-Lo Green                 | 3:58     |  |
| 15.                                                             | «Jacob's Theme»                                  | Howard Shore                 | 2:28     |  |
| 16.                                                             | «The Line» (bonustrack)                          | Battles                      |          |  |
| 17.                                                             | «How Can You Swallow So Much Sleep» (bonustrack) | Bombay Bicycle Club          |          |  |
| 18.                                                             | «Atlas (remix)» (bonus)                          | Fanfarlo                     |          |  |
| 19.                                                             | «What Part Of Forever (remix)» (bonus)           | Cee-Lo Green                 |          |  |

## Desarrollo

### Casting
Xavier Samuel ha sido elegido como el vampiro Riley., un "guapo estudiante universitario que se une a Victoria para conseguir asesinar a Bella Swan".
Jodelle Ferland será Bree, uno de los vampiros neófitos, y el actor Jack Huston será Royce King II, el prometido de Rosalie cuando era humana. La actriz colombiana Catalina Sandino será María, vampiresa que crea neófitos en el pasado de Jasper.

## Promoción
El primer póster oficial de Eclipse se mostró el 24 de marzo de 2010 junto con el Teaser Trailer. El Theatrical Trailer ya está disponible en el Sitio Web de Oprah y en el sitio web de la película.

## Crítica
En IMDb, Eclipse ha conseguido un pobre 4.8 sobre 10. Mientras que en filmaffinity se queda con un aprobado raspado de 5.8 sobre 10.
Entre los comentarios hay ciertos elogios a su director, David Slade, señalándose que “ha puesto su granito de arena y ha podido mostrar sus dotes detrás de las cámaras, sobre todo en las escenas de Seattle, cuando se está creando el ejército vampírico” y que le dio “mayor carnadura a una trama con vampiros, los que aparecen mucho más humanizados.”
En cuanto a las actuaciones, los comentarios hablan de que “a ratos, parecen ser encarnadas por un muerto real”. Sobre la actuación de su protagonista, Kristen Stewart, los comentarios han sido variados, diciéndose que “parece que está con la mirada perdida todo el rato. Tampoco se puede ver todo su potencial. Aunque las conversaciones con su padre son bastante graciosas y eso podrían hacer que salvaran su papel” y que “logra transmitir el deseo y la pasión que quema dentro de su personaje, aunque a ratos surge la duda si lo suyo es actuación o proyección real”.
En resumen, los críticos concluyen que “…puede que se haya elevado la calidad con respecto a las dos primeras entregas, (...) pero hay demasiado diálogo que no lleva ninguna parte y que empalaga un poco” y que en este filme “…en estricto rigor, nada ocurre.”

## Estrenos en 2011
| Fecha                   | Países |
| ----------------------- | --- |
| Miércoles 30 de junio   | - Estados Unidos - Canadá - Bélgica - Brasil - Dinamarca - Eslovaquia - Filipinas - Finlandia - Hungría - India - Israel - Italia - Países Bajos - Polonia - Portugal - República Checa - Sudáfrica - Suecia - Turquía - Rusia - Noruega - Grecia - Colombia |
| Jueves 1 de julio       | - Argentina - Australia - Chile - Croacia - Hong Kong - México - Nueva Zelanda - Rumania - Singapur - Tailandia - Serbia - Montenegro - Eslovenia |
| Viernes 2 de julio      | - España - Ghana - Islandia - Lituania - Nigeria - Uruguay - Venezuela |
| Sábado 3 de julio       | - República de China |
| Miércoles 7 de julio    | - Egipto - Francia - Corea del Sur - Suiza |
| Jueves 8 de julio       | - Emiratos Árabes - Líbano - Malasia - Ucrania · |
| Viernes 9 de julio      | - Bélgica - Bulgaria - Costa Rica - El Salvador - Estonia - Guatemala - Honduras - India - Letonia - Nicaragua - Panamá - Reino Unido |
| Miércoles 14 de julio   | - Austria |
| Jueves 15 de julio      | - Alemania - Perú |
| Viernes 16 de julio     | - Ecuador |
| Jueves 23 de septiembre | - Bolivia |
| Sábado 6 de noviembre   | - Japón |

## Premios y nominaciones
| Año  | Premio                                     | Categoría                                                                    | Receptor                                              | Resultado |
| ---- | ------------------------------------------ | ---------------------------------------------------------------------------- | ----------------------------------------------------- | --------- |
| 2011 | National Movie Awards                      | Most Anticipated Movie Of The Summer                                         | The Twilight Saga: Eclipse                            | Ganadora  |
| 2011 | Teen Choice Awards                         | Choice Summer: Movie                                                         | The Twilight Saga: Eclipse                            |           |
| 2011 | Teen Choice Awards                         | Choice Summer Movie Star - Female                                            | Kristen Stewart                                       |           |
| 2011 | Teen Choice Awards                         | Choice Summer Movie Star - Male                                              | Robert Pattinson                                      |           |
| 2011 | Teen Choice Awards                         | Choice Summer Movie Star - Male                                              | Taylor Lautner                                        | Nominado  |
| 2011 | Teen Choice Awards                         | Choice Movie Actor: Fantasy                                                  | Taylor Lautner                                        |           |
| 2011 | Teen Choice Awards                         | Choice Love Song                                                             | Neutron Star Collision (Love Is Forever)              |           |
| 2011 | Scream Awards                              | The Ultimate Scream                                                          | The Twilight Saga: Eclipse                            |           |
| 2011 | Scream Awards                              | Best Fantasy Movie                                                           | The Twilight Saga: Eclipse                            | Ganador   |
| 2011 | Scream Awards                              | Best Fantasy Actress                                                         | Kristen Stewart                                       |           |
| 2011 | Scream Awards                              | Best Fantasy Actor                                                           | Robert Pattinson                                      |           |
| 2011 | Scream Awards                              | Best Fantasy Actor                                                           | Taylor Lautner                                        | Nominado  |
| 2011 | Scream Awards                              | Best Breakthrough Performance - Male                                         | Xavier Samuel                                         |           |
| 2011 | Nickelodeon Australian Kids' Choice Awards | Favourite Movie                                                              | The Twilight Saga: Eclipse                            | Ganadora  |
| 2011 | Nickelodeon Australian Kids' Choice Awards | Favourite Movie Star                                                         | Kristen Stewart                                       | Nominada  |
| 2011 | Nickelodeon Australian Kids' Choice Awards | Favourite Movie Star                                                         | Robert Pattinson                                      |           |
| 2011 | Nickelodeon Australian Kids' Choice Awards | Favourite Movie Star                                                         | Xavier Samuel                                         |           |
| 2011 | Nickelodeon Australian Kids' Choice Awards | Hottest Hottie                                                               | Taylor Lautner                                        |           |
| 2011 | Nickelodeon Australian Kids' Choice Awards | Fave Kiss                                                                    | Kristen Stewart & Robert Pattinson                    |           |
| 2011 | Nickelodeon Australian Kids' Choice Awards | Fave Kiss                                                                    | Kristen Stewart & Taylor Lautner                      |           |
| 2011 | Brazilian Kids' Choice Awards              | Pareja del año                                                               | Kristen Stewart & Robert Pattinson                    | Ganador   |
| 2011 | Premios American Music                     | Banda Sonora Favorita                                                        | The Twilight Saga: Eclipse OMPS                       | Nominada  |
| 2011 | Premios Satélite                           | Mejor Canción Original                                                       | Eclipse (All Yours)                                   |           |
| 2011 | Premios Satélite                           | Mejor Canción Original                                                       | What Part of Forever                                  |           |
| 2012 | People's Choice Awards                     | Película Favorita                                                            | The Twilight Saga: Eclipse                            | Ganadora  |
| 2012 | People's Choice Awards                     | Película de Drama Favorita                                                   | The Twilight Saga: Eclipse                            |           |
| 2012 | People's Choice Awards                     | Actriz Favorita de Película                                                  | Kristen Stewart                                       |           |
| 2012 | People's Choice Awards                     | Actor Favorito de Película                                                   | Robert Pattinson                                      | Nominado  |
| 2012 | People's Choice Awards                     | Actor Favorito de Película                                                   | Taylor Lautner                                        |           |
| 2012 | People's Choice Awards                     | Equipon en Escena Favorito                                                   | Kristen Stewart, Robert Pattinson y Taylor Lautner    | Ganador   |
| 2012 | Premios Grammy                             | Mejor Álbum de banda sonora para un cine, televisión u otros medios visuales | The Twilight Saga: Eclipse OMPS                       | Nominada  |
| 2012 | Premios Golden Raspberry                   | Peor película                                                                | The Twilight Saga: Eclipse                            | Nominada  |
| 2012 | Premios Golden Raspberry                   | Peor Director                                                                | David Slade                                           | Nominada  |
| 2012 | Premios Golden Raspberry                   | Peor Actor                                                                   | Taylor Lautner                                        | Nominada  |
| 2012 | Premios Golden Raspberry                   | Peor Actor                                                                   | Robert Pattinson                                      | Nominada  |
| 2012 | Premios Golden Raspberry                   | Peor Actress                                                                 | Kristen Stewart                                       | Nominada  |
| 2012 | Premios Golden Raspberry                   | Peor guion                                                                   | Melissa Rosenberg                                     | Nominada  |
| 2012 | Premios Golden Raspberry                   | Peor precuela, remake, rip-off o secuela                                     | The Twilight Saga: Eclipse                            | Nominada  |
| 2012 | Premios Golden Raspberry                   | Peor elenco en pantalla                                                      | The Twilight Saga: Eclipse                            | Nominada  |
| 2012 | Premios Golden Raspberry                   | Peor actor de reparto                                                        | Jackson Rathbone (también por: The Last Airbender)    | Ganador   |
| 2012 | Kids' Choice Awards                        | Actriz Favorita de Película                                                  | Kristen Stewart                                       | Nominada  |
| 2012 | MTV Movie Awards                           | Mejor película                                                               | The Twilight Saga: Eclipse                            | Ganador   |
| 2012 | MTV Movie Awards                           | Mejor Actuación Femenina                                                     | Kristen Stewart                                       | Ganador   |
| 2012 | MTV Movie Awards                           | Mejor Actuación Masculina                                                    | Robert Pattinson                                      | Ganador   |
| 2012 | MTV Movie Awards                           | Mejor Actuación Masculina                                                    | Taylor Lautner                                        | Nominado  |
| 2012 | MTV Movie Awards                           | Mejor Actor Revelación                                                       | Xavier Samuel                                         | Nominado  |
| 2012 | MTV Movie Awards                           | Mejor Pelea                                                                  | Robert Pattinson, Bryce Dallas Howard & Xavier Samuel | Ganador   |
| 2012 | MTV Movie Awards                           | Mejor Beso                                                                   | Kristen Stewart & Robert Pattinson                    | Ganador   |
| 2012 | MTV Movie Awards                           | Mejor Beso                                                                   | Kristen Stewart & Taylor Lautner                      | Nominado  |
| 2012 | 37th Premios Saturn                        | Mejor Película de Fantasia                                                   | The Twilight Saga: Eclipse                            |           |
| 2012 | Teen Choice Awards                         | Choice Movie: Sci-Fi/Fantasy                                                 | The Twilight Saga: Eclipse                            |           |
| 2012 | Teen Choice Awards                         | Choice Movie Actress: Sci-Fi/Fantasy                                         | Kristen Stewart                                       |           |
| 2012 | Teen Choice Awards                         | Choice Movie Actor: Sci-Fi/Fantasy                                           | Robert Pattinson                                      | Nominado  |
| 2012 | Teen Choice Awards                         | Choice Movie Actor: Sci-Fi/Fantasy                                           | Taylor Lautner                                        | Ganador   |
| 2012 | Teen Choice Awards                         | Choice Movie Villain                                                         | Bryce Dallas Howard                                   | Nominado  |
| 2012 | Teen Choice Awards                         | Choice Movie Scene Stealer - Male                                            | Kellan Lutz                                           | Ganador   |
| 2012 | Teen Choice Awards                         | Choice Movie Scene Stealer - Female                                          | Ashley Greene                                         |           |
| 2012 | Teen Choice Awards                         | Choice Movie Liplock                                                         | Kristen Stewart & Robert Pattinson                    | Nominado  |
| 2012 | Teen Choice Awards                         | Choice Movie Liplock                                                         | Kristen Stewart & Taylor Lautner                      |           |
| 2012 | Teen Choice Awards                         | Choice Movie Breakout Star - Male                                            | Xavier Samuel                                         |           |
| 2012 | Teen Choice Awards                         | Choice Vampire                                                               | Robert Pattinson                                      | Ganador   |
| 2012 | Teen Choice Awards                         | Choice Vampire                                                               | Nikki Reed                                            | Nominado  |
| 2012 | Teen Choice Awards                         | Choice Male Hottie                                                           | Robert Pattinson                                      |           |
| 2012 | Teen Choice Awards                         | Choice Male Hottie                                                           | Taylor Lautner                                        |           |